# Avise
Avise är en ort och kommun i regionen Aostadalen i nordvästra Italien. Kommunen hade 298 invånare (2017) och har italienska och franska som officiella språk.